# Заборово (гміна Козлово)
Заборово (пол. Zaborowo, нім. Saberau) — село в Польщі, у гміні Козлово Нідзицького повіту Вармінсько-Мазурського воєводства.
Населення — 126 осіб (2011).
У 1975-1998 роках село належало до Ольштинського воєводства.

## Демографія
Демографічна структура станом на 31 березня 2011 року:
|          | Загалом | Допрацездатний вік | Працездатний вік | Постпрацездатний вік |
| -------- | ------- | ------------------ | ---------------- | -------------------- |
| Чоловіки | 61      | 14                 | 42               | 5                    |
| Жінки    | 65      | 17                 | 32               | 16                   |
| Разом    | 126     | 31                 | 74               | 21                   |